# Witold Pilecki

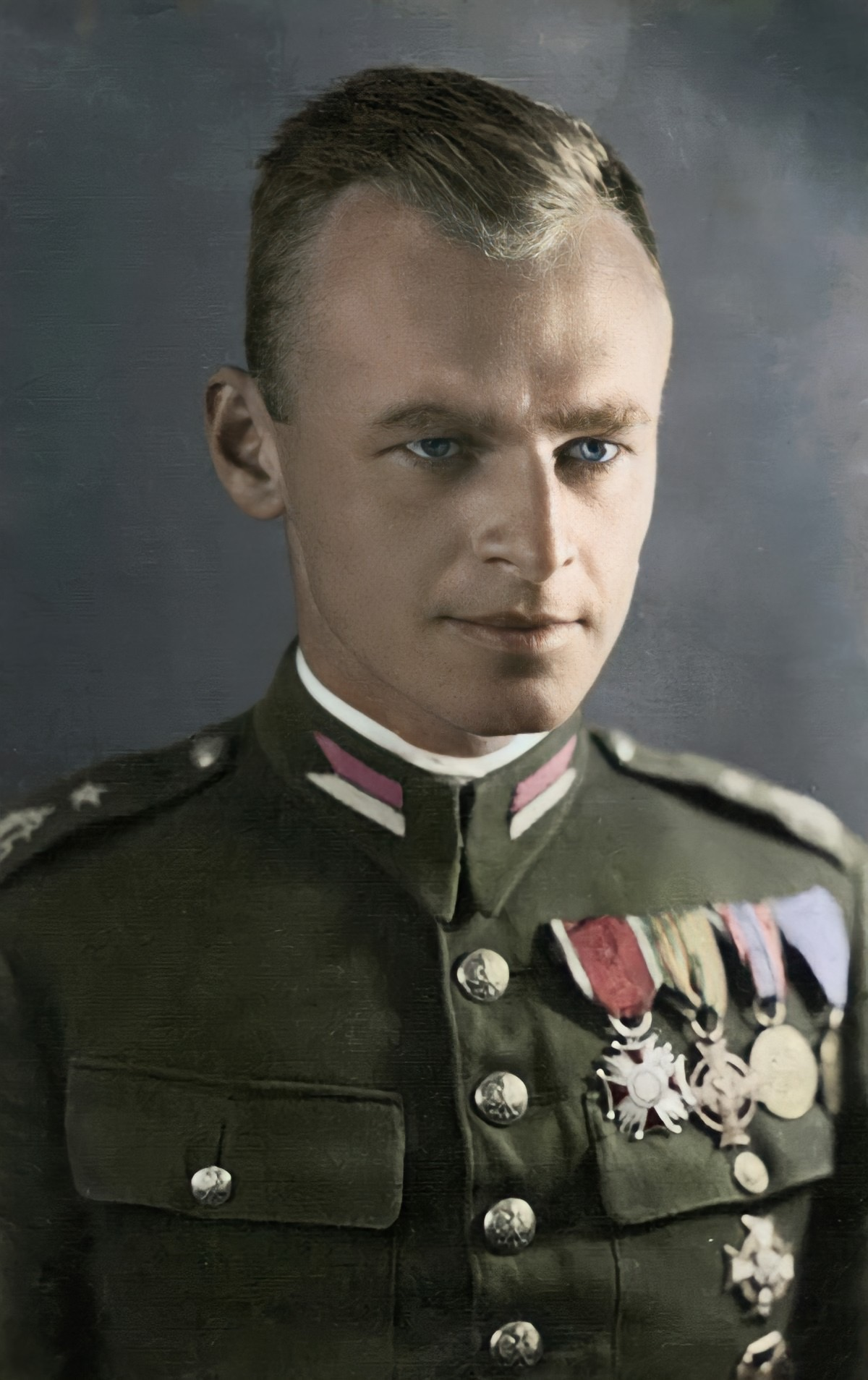
Witold Pilecki.

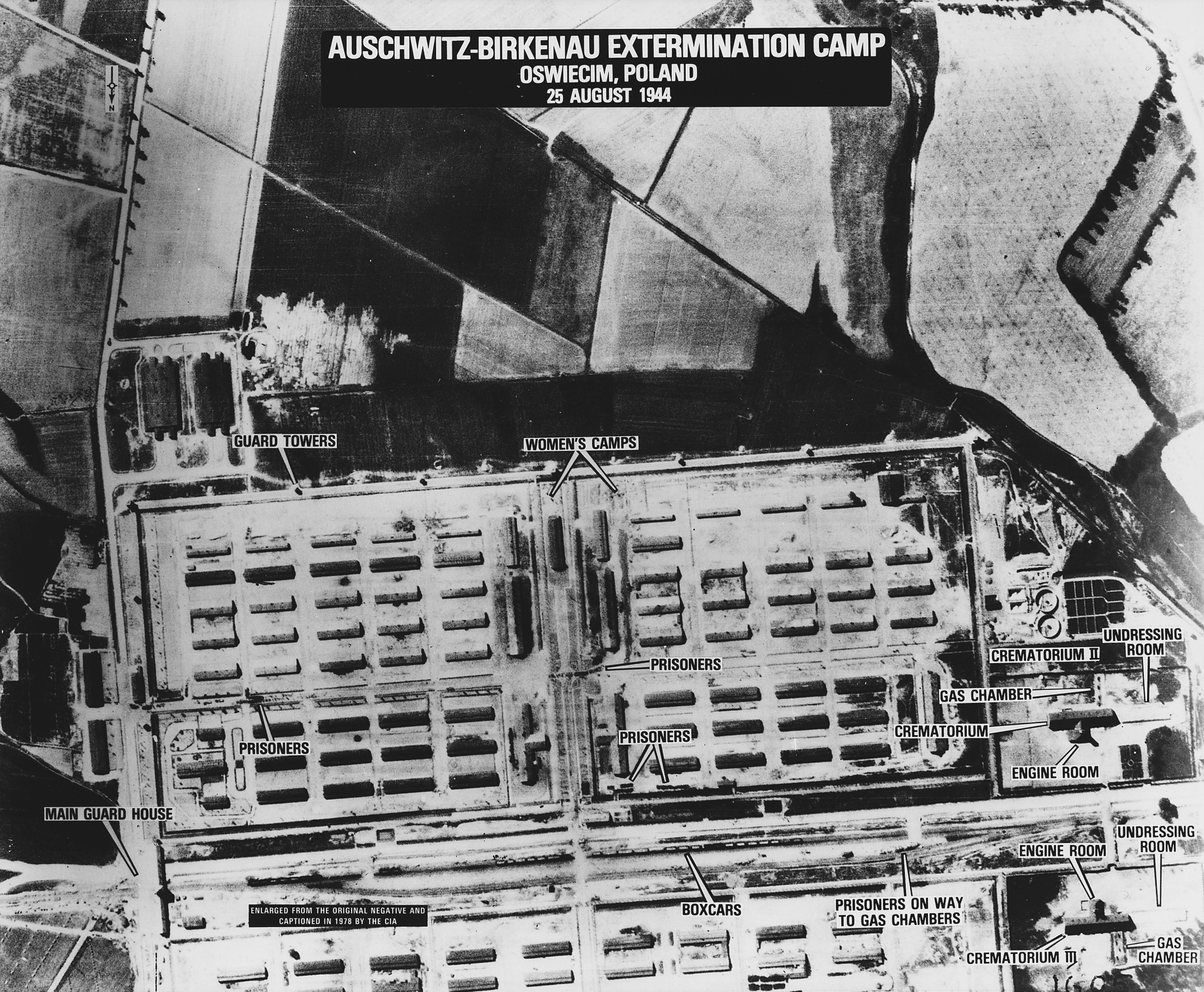
Auschwitz-Birkenau, US Air Force foto 1944.

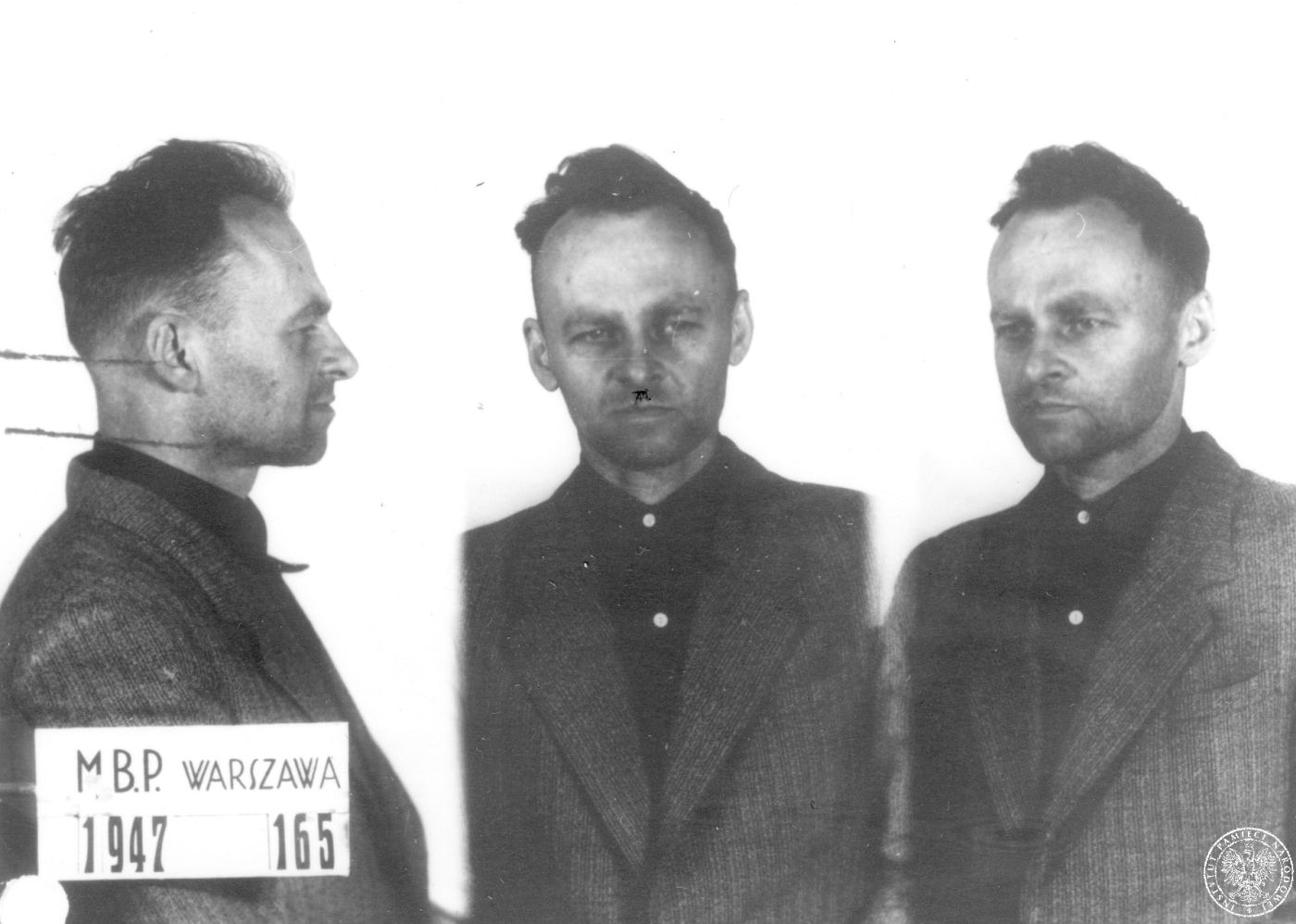
Witold Pilecki 1947, Mokotow-fängelset i Warszawa.

Witold Pilecki, född 13 maj 1901 i Olonets, död 25 maj 1948 i Warszawa, var officer i den Andra polska republikens armé och efter nazisternas invasion 1939 en av grundarna av motståndsarmén Tajna Armia Polska. Han lät sig infångas av tyskarna och fördes till Auschwitz varifrån han sände hemliga rapporter till den polska motståndsrörelsen. Hans rapport från Auschwitz 1943, kallad Witolds rapport, fördes vidare till den polska exilregeringen i London och av dem till de allierade. Han avrättades av den sovjetiskt tillsatta kommunistregeringen i Polen 1948. Han betraktas idag som en av Polens främsta nationalhjältar.

## Biografi
Witold växte upp i Olonets i Karelen dit hans familj blivit tvångsförflyttad av ryssarna efter det polska upproret 1863–1864. Familjen flyttade senare till Vilnius i Litauen. 
Vid första världskrigets slut gick han med i den scoutgrupp som var knuten till de polska självförsvarsenheterna. Med dem och med partisaner stred han mot de ryska bolsjevikerna. Han enrollerade sig därefter i den polska armén. Efter det polsk-sovjetiska kriget 1919–1921 slutförde han sina gymnasiestudier, blev reservofficer i armén och arbetade på familjens gård. 
Strax före andra världskrigets utbrott 1939 blev han inkallad och deltog i de hårda striderna under tyskarnas invasion av Polen. Striderna förvärrades när ryssarna, enligt Molotov-Ribbentrop-pakten, anföll från öst den 17 september 1939 i det så kallade polsk-sovjetiska kriget 1939. Pileckis militära enhet upplöstes och han tog sig tillsammans med sin befälhavare till Warszawa. Där grundade de Tajna Armia Polska (Den polska hemliga armén). En motståndsrörelse med ungefär 8 000 män, drygt hälften beväpnade. Senare kom denna armé att ingå i den polska hemarmén Armia Krajowa.
År 1940 lade Witold Pilecki fram planer på att ta sig in i koncentrationslägret Auschwitz med syfte att föra ut information och för att starta en motståndsenhet i lägret. Hans plan godkändes av motståndsrörelsen och han fick en falsk identitet: Tomasz Serafiński. I september 1940 lät han sig avsiktligen tillfångatas av tyskarna och fördes till Auschwitz. I lägret bildade Pilecki motståndsgruppen ZOW (polska Związek Organizacji Wojskowej). Från och med oktober 1940 började ZOW föra ut information om lägret till Warszawa och från våren 1941 fördes dessa vidare till den polska exilregeringen i London och till de allierade. I april 1943 lyckades Pilecki fly från Auschwitz. 
När Witold Pilecki efter flykten nått Warszawa skrev han sin detaljerade rapport om Auschwitz, sedermera kallad Witolds rapport. Rapporten sändes till London men bemöttes med misstroende. Både den polska exilregeringen och de allierade ansåg rapporten vara överdriven. I rapporten berättar Pilecki om tvångsarbete, misshandel, selektioner, gasning av fångar, medicinska experiment och annat. Den polska motståndsrörelsen ville att de allierade skulle bomba fabriker och järnvägen i Auschwitz men de allierade vägrade. De ansåg att Auschwitz inte var ett mål att prioritera samt att en sådan aktion var alltför osäker eftersom Auschwitz låg långt från flygbaserna i England.
Pilecki deltog i Warszawaupproret 1944, blev tillfångatagen och tillbringade återstoden av kriget i ett tyskt läger för krigsfångar. Efter kriget utförde Pilecki underrättelsearbete för den polska exilregeringen. År 1947 blev han arresterad av den sovjet-polska säkerhetspolisen. Witold Pilecki avrättades den 25 maj 1948.